# Europese kampioenschappen openwaterzwemmen 2020
De Europese kampioenschappen openwaterzwemmen 2020 werden van 12 tot en met 16 mei 2021 gehouden in het Lupameer in Budakalász, Hongarije. Het toernooi was integraal onderdeel van de Europese kampioenschappen zwemsporten 2020.
Oorspronkelijk stond het toernooi gepland van 13 tot en met 17 mei 2020. Vanwege de coronapandemie werd het toernooi uiteindelijk met een jaar uitgesteld.

## Programma
| Onderdeel       | Mei  | Mei  | Mei | Mei  | Mei  | Mei | Mei |
| Onderdeel       | 12   | 13   | 14  | 15   | 16   |     |     |
| --------------- | ---- | ---- | --- | ---- | ---- | --- | --- |
| 5 km (m)        | Goud |      |     |      |      |     |     |
| 10 km (m)       |      | Goud |     |      |      |     |     |
| 25 km (m)       |      |      |     |      | Goud |     |     |
|                 |      |      |     |      |      |     |     |
| 5 km (v)        | Goud |      |     |      |      |     |     |
| 10 km (v)       |      | Goud |     |      |      |     |     |
| 25 km (v)       |      |      |     |      | Goud |     |     |
|                 |      |      |     |      |      |     |     |
| Landenwedstrijd |      |      |     | Goud |      |     |     |
| Totaal          | 2    | 2    |     | 1    | 2    |     |     |

## Medailles

### Mannen
| Onderdeel | Goud                        | Goud      | Zilver                         | Zilver    | Brons                       | Brons     |
| --------- | --------------------------- | --------- | ------------------------------ | --------- | --------------------------- | --------- |
| 5 km      | Gregorio Paltrinieri Italië | 55.43,3   | Marc-Antoine Olivier Frankrijk | 55.45,1   | Dario Verani Italië         | 55.46,6   |
| 10 km     | Gregorio Paltrinieri Italië | 1:51.30,6 | Marc-Antoine Olivier Frankrijk | 1:51.41,7 | Florian Wellbrock Duitsland | 1:51.42,0 |
| 25 km     | Axel Reymond Frankrijk      | 4:35.59,8 | Matteo Furlan Italië           | 4.36,05,1 | Kirill Abrosimov Rusland    | 4.36,06,2 |

### Vrouwen
| Onderdeel | Goud                            | Goud      | Zilver                       | Zilver    | Brons                      | Brons     |
| --------- | ------------------------------- | --------- | ---------------------------- | --------- | -------------------------- | --------- |
| 5 km      | Sharon van Rouwendaal Nederland | 58.45,2   | Giulia Gabbrielleschi Italië | 58.49,3   | Océane Cassignol Frankrijk | 58.51,4   |
| 10 km     | Sharon van Rouwendaal Nederland | 1:59.12,7 | Anna Olasz Hongarije         | 1:59.13,0 | Rachele Bruni Italië       | 1:59.15,1 |
| 25 km     | Lea Boy Duitsland               | 4:53.57,0 | Lara Grangeon Frankrijk      | 4:54.58,4 | Barbara Pozzobon Italië    | 4.54.58,7 |

### Gemengd
| Onderdeel       | Goud                                                                              | Goud    | Zilver                                                      | Zilver  | Brons                                                             | Brons   |
| --------------- | --------------------------------------------------------------------------------- | ------- | ----------------------------------------------------------- | ------- | ----------------------------------------------------------------- | ------- |
| Landenwedstrijd | Italië Rachele Bruni Giulia Gabbrielleschi Gregorio Paltrinieri Domenico Acerenza | 54.09,0 | Duitsland Lea Boy Leonie Beck Rob Muffels Florian Wellbrock | 54.18,0 | Hongarije Réka Rohács Anna Olasz Dávid Betlehem Kristóf Rasovszky | 54.18,5 |

### Medaillespiegel
| Plaats | Land      | Goud | Zilver | Brons | Totaal |
| 1      | Italië    | 3    | 2      | 3     | 8      |
| 2      | Nederland | 2    | 0      | 0     | 2      |
| 3      | Frankrijk | 1    | 3      | 1     | 5      |
| 4      | Duitsland | 1    | 1      | 1     | 3      |
| 5      | Hongarije | 0    | 1      | 1     | 2      |
| 6      | Rusland   | 0    | 0      | 1     | 1      |
| Totaal | Totaal    | 7    | 7      | 7     | 21     |